# Kokosov rak
Kokosov rak (lat. Birgus latro), je vrsta zemaljskog suhozemnog pustinjačkog raka, još je poznat kao rak pljačkaš i palmin lopov. To je najveći kopneni člankonožac na svijetu, i vjerojatno je na višoj granici veličine za kopnene životinje s egzoskeletom u Zemljinoj atmosferi, s težinom do 4,1 kg. Mogu živjeti 100 godina, a rastu cijeli život. Može ga se naći na otocima Indijskog oceana, djelomično oko Pacifika i istočno na otočju Gambier, zrcaleći raspodjelu kokosove palme; ekstirpirao je na većim područjima zbog značajne ljudske populacije, uključujući na kopnu Australije i Madagaskara.
Kokosov rak je monotipična vrsta roda Birgus i povezan je s rakovima samcima iz roda Coenobita. Pokazuje puno prilagodbe u načinu života na kopnu. Kao rakovi samci, mladi/maloljetni kokosovi rakovi koriste praznu kućicu (gastropod) za zaštitu, a odrasli razvijaju tvrdi egzoskelet na svom abdomenu i tada prestaju nositi kućicu. Kokosovi rakovi su evoluirali organ znan kao "brančiostegalna pluća", koja se koriste umjesto preostalih škrga za disanje. Nisu sposobni plivati i utopit će se ako uronu u vodu. Razvili su akutno osjetilo njuha koje je konvergentno evoluiralo s tim od insekata, taj osjet koristi se za pronalazak potencijalnih hranjivih izvora. Parenje se odvija na suhom tlu, ali ženke migriraju do mora da otpuste svoja oplođena jajašca koja se trebaju izleći. Larve su u planktonskom obliku 3 - 4 tjedana, prije nego što se nastane na morsko tlo i uđu u kućicu. Spolna zrelost je postignuta nakon 5 godina, ukupan životni vijek im može biti preko 60 godina.
Odrasli kokosovi rakovi se hrane voćem, orasima, sjemenkama i jezgrom palih drveća, ali će se hraniti strvinom i organskim tvarima oportunistički. Ova vrsta je popularno asocirana kokosom, i naširoko je prijavljeno da se penju po palmama da bi ubrali kokosove orahe, koje na kraju otvore da pojedu mesnati dio. Dok se kokosovi rakovi mogu penjati po drveću i mogu eventualno zajednički otvoriti kokos, kokosi nisu značajan dio njihove prehrane. Lovljeni su bilo kada kada dođu u kontakt s ljudima i podložni su legalnoj zaštiti u nekim područjima. Zbog odsutnosti preciznih i točnih informacija, IUCN ih je svrstao kao Nedovoljnost podataka (Data Deficient/DD).

## Opis
Birgus latro je najveći živući člankonožac na svijetu; veličine tih rakova variraju, ali većina izvora govore da su dugački do 40 cm, teški do 4,1 kg i da im je raspon noge 0,91 m, s time da su mužjaci veći od ženki. Dio oklopa može dosegnuti dužinu do 78 mm i širinu do 200 mm.
Tijelo raka pljačkaša je, kao i kod svih dekapoda, podijeljen u prednju sekciju (cephalothorax), koji ima 10 nogu i abdomen. Prednji par nogu ima veliku kandžu (chela), lijeva je veća od desne. Sljedeća 2 para, kao i kod ostalih rakova samaca, su velike snažne noge sa šiljastim vrhovima, koje omogućavaju kokosovom raku da se penje okomito po izbočenim površinama. Četvrti par nogu je manji i sadrži kandže koje izgledaju kao pinceta, one omogućavaju mladim kokosovim rakovima da drže ljusku/koru kokosovog oraha ili neke čahure za zaštitu; odrasli koriste ovaj par za penjanje i kretanje. Zadnji par nogu je veoma malen i ženke taj par koriste da se pobrinu za jajašca, i za mužjake tijekom parenja. Također, posljednji par nogu se obično drži unutar dijelova oklopa, u šupljini se nalaze organi za disanje. Postoji razlika između rakova nađenih na različitim otocima, u većini regija, plava je prevladavujća boja, dok je u drugim mjestima, uključujući Sejšeli, dominirajuća boja crvena.
Iako Birgus latro potječe od rakova samaca, samo maloljetni koriste spašene puževe kućice da bi zaštitili svoje mekane abdomene, i adolescenti nekada koriste slomljene kokosove kore za to. Za razliku od drugih rakova samaca, odrasli rakovi pljačkaši ne nose kokosovu koru nego stvrdnjavaju svoje abdominalne terge tako što deponiraju hitin i kredu. Ne ograničava ga fizička zatvorenost živeći u kućici koja omogućava ovoj vrsti da raste puno veća nego ostali rakovi samci u rodu Coenobitidae. Kao i većina pravih rakova, B. latro zavija rep ispod svog tijela za zaštitu. Stvrdnuti abdomen štiti kokosovog raka te smanjuje gubitak vode na kopnu, ali trebaju povremeno odbaciti kutikulu. Odrasli je odbacuju jednom godišnje i kopaju jazbinu dugačku do 1 m u kojoj se skrivaju jer su tada ranjivi. Ostaje u njoj 3 - 16 tjedana, ovisno o svojoj veličini. Nakon odbacivanja, potrebno je 1 - 3 tjedana da egzoskelet očvrsne, isto ovisno o veličini, tijekom vremena u kojem je tijelo životinje ranjivo i mekano.

### Respiracija/disanje
Osim kao larve, kokosovi rakovi ne mogu plivati i utopit će se ako u vodi ostanu više od jednog sata. Koriste specijalni organ za disanje zvan branhiostegalna pluća. Taj organ može interpretirati kao razvojna faza između škrga i pluća, to je jedno od najznačajnijih prilagodbi kokosovog raka za stanište. Brančiostegalna pluća sadrže tkivo slično onomu nađenom u škrgama, ali su prilagođena apsorpciji kisika zraka umjesto vodi. Ovaj se organ latelarno proširio i izvrnut je iz unutarnje površine na vanjsku (evaginacija) da bi povećao površinu prostora, nalazi se u cephalothoraxu, optimalno je smješten kako bi reducirao, oboje, i krvnu/plinsku difuzijsku udaljenost krvi s dodatkom kisika u osrčju (perikardij). Kokosovi rakovi koriste posljednji par nogu da bi očistili i u vodi navlažili te organe za disanje. Organima je potrebna voda za pravilnu funkciju, kokosovi rakovi si omogućuju to tako što povlače i glade mokre noge po spužvastim tkivima blizu.

### Njuh
Kokosovi rakovi imaju dobro razvijen njuh koji mu koristi za pronalaženje hrane. Proces mirisanja radi veoma različito ovisno o tome jesu li mirisne molekule hidrofilne u vodi ili hidrofobne u zraku. Kako većina rakova živi u vodi, imaju specijalizirane organe zvane aestetaske i ticala kojima određuju koncentraciju i smjer mirisa. Međutim, kako rakovi pljačkaši žive na kopnu, aestetasci i ticala su im kraća i tuplja nego ostalim rakovima, čime izgledaju više kao insekti. Dok insekti i kokosovi rakovi potječu iz različitih evolucionarnih puteva, ista potreba za detektiranjem mirisa u zraku su dovela do razvoja iznimno sličnih organa, dajući primjer konvergentne evolucije. Kokosovi rakovi trzaju/zvrčkaju svoja ticala kao insekti da bi poboljšali osjetljivost. Imaju odlično osjetilo njuha koje može nanjušiti zanimljive mirise s velikih udaljenosti. Smrad trulog mesa, banana i kokosa posebno privlače njihovu pažnju, svi su potencijalni obroci. Istraživanja su pokazala da njušni sustav u mozgu kokosovog raka je bolje razvijen nego ostali dijelovi mozga.

### Životni ciklus
Kokosovi rakovi se najčešće i brzo pare na suhom tlu tijekom svibnja do rujna, osobito između ranog lipnja i kasnog kolovoza. Mužjaci imaju spermatofore i polažu mnoštvo spermatofora na abdomen ženki; abdomen se otvara u trećoj bazi pereiopoda, i oplodnja se događa na vanjskoj površini abdomena tako da jajašca prolaze kroz spermatofornu masu. Ekstruzija (istiskivanje) jajašca se radi na zemlji u pukotinama i rupama/jazbinama. Ubrzo nakon toga, ženke polažu jajašca i zalijepe ih na donju stranu svojih abdomena, noseći oplođena jaja ispod tijela nekoliko mjeseci. U vrijeme izlijeganja, ženke otpuste jajašca u ocean.

## Vanjske poveznice
- Top 10 'nakaza' iz životinjskog svijeta  Arhivirana inačica izvorne stranice od 24. svibnja 2013. (Wayback Machine)
- Portal za škole
- Rak pljačkaš sa prirodnim kompasom  Arhivirana inačica izvorne stranice od 22. studenoga 2012. (Wayback Machine)